# Junerossia
Junerossia is een monotypisch mosdiertjesgeslacht uit de familie van de Stomachetosellidae en de orde Cheilostomatida. De wetenschappelijke naam ervan is in 2006 voor het eerst geldig gepubliceerd door Dick, Tilbrook & Mawatari.

## Soort
- Junerossia copiosa Dick, Tilbrook & Mawatari, 2006